# Embaixada da Malásia em Brasília
A Embaixada da Malásia em Brasília é a principal missão diplomática malaia no Brasil. Está localizada no Lago Sul. Ambos os países estabeleceram ligações diplomáticas em 1975. Em 1981, foram inauguradas as embaixadas brasileira em Kuala Lumpur e a malaia em Brasília. O atual embaixador é Datuk Lim Juay Jin.